# 알가로보 (칠레)
알가로보(스페인어: Algarrobo)는 칠레 발파라이소 주 산안토니오 현에 위치한 도시로 면적은 175.6km2, 높이는 13m, 인구는 10,217명(2012년 기준)이다. 칠레의 대표적인 여름 휴양 도시 가운데 한 곳으로 여겨진다.